# Eleleis limpopo
Espèce
Eleleis limpopo est une espèce d'araignées aranéomorphes de la famille des Prodidomidae.

## Distribution
Cette espèce se rencontre en Afrique du Sud au Limpopo, au Gauteng et au Mpumalanga et en Zambie dans la province méridionale,.

## Description
Le mâle holotype mesure 2,75 mm et la femelle paratype 3,72 mm.

## Systématique et taxinomie
Cette espèce a été décrite par Rodrigues et Rheims en 2020.

## Étymologie
Son nom d'espèce lui a été donné en référence au lieu de sa découverte, Limpopo.

## Publication originale
- Rodrigues & Rheims, 2020 : « An overview of the African genera of Prodidominae spiders: descriptions and remarks (Araneae: Gnaphosidae). » Zootaxa, no 4799(1), p. 1-80.